# Гі Демель
Гі Рола́н Деме́ль (фр. Guy Demel, нар. 13 червня 1981, Орсе) — івуарійський футболіст, правий захисник, півзахисник клубу «Данді Юнайтед» та національної збірної Кот-д'Івуару.

## Клубна кар'єра
Народився в Орсе, передмісті Парижа. У дорослому футболі дебютував 1999 року виступами за команду клубу «Нім Олімпік», в якій провів один сезон, взявши участь лише в одному матчі чемпіонату.
Своєю грою за цю команду привернув увагу скаутів лондонського «Арсенала», до складу якого приєднався 2000 року. Пробитися до основного складу «канонірів» не зміг.
2002 року уклав контракт з клубом «Боруссія» (Дортмунд), у складі якого провів наступні три роки своєї кар'єри гравця.
З 2005 року шість сезонів захищав кольори «Гамбурга». Більшість часу, проведеного у складі «Гамбурга», був основним гравцем команди.
До складу клубу «Вест Хем Юнайтед» приєднався 2011 року. Наразі встиг відіграти за клуб з Лондона 19 матчів в національному чемпіонаті.

## Виступи за збірну
2004 року вирішив на рівні збірних захищати кольори своєї історичної батьківщини Кот-д'Івуару і отримав івуарійське громадянство.
Того ж року дебютував в офіційних матчах у складі національної збірної Кот-д'Івуару. Наразі провів у формі головної команди країни 35 матчів.
У складі збірної був учасником чемпіонату світу 2006 року в Німеччині та чемпіонату світу 2010 року в ПАР.
Брав участь у двох розіграшах Кубка африканських націй: Кубка африканських націй 2006 року, що проходив в Єгипті, де разом з командою здобув «срібло», а також Кубка африканських націй 2010 року в Анголі.

## Титули і досягнення
- Срібний призер Кубка африканських націй: 2006